# Route 29 (Alberta)
La Route 29 est une route de 153 kilomètres (95 mi) située dans le centre-est de l'Alberta. Elle relie la route 15 près de Lamont à la route 41 près d'Elk Point.

## Description du tracé
La route 29 débute à l'intersection avec la route 15 près de Lamont. Elle se dirige vers l'est et croise la route 831 au nord de Lamont. Elle poursuit son trajet dans une zone rurale et rencontre la route 45 un peu à l'ouest de Hairy Hill. Elle forme un multiplex avec celle-ci vers l'est et s'en sépare au nord de Kaleland. Elle se continue vers l'est jusqu'à Duvernay où elle rencontre la route 36. Les routes forment un multiplex vers le nord et traversent la rivière Saskatchewan Nord. À Saint-Brides, les routes se séparent et la route 29 reprend la direction est. Elle traverse Saint-Paul et Saint-Édouard avant d'atteindre son terminus est à la jonction avec la route 41 au nord d'Elk Point.

## Intersections majeures
| Municipalité rurale / spécialisée | Ville                    | km                                                  | Destinations                                 | Notes                                     |
| --------------------------------- | ------------------------ | --------------------------------------------------- | -------------------------------------------- | ----------------------------------------- |
| Comté de Lamont                   |                          | 0,00                                                | AB-15 – Edmonton, Fort Saskatchewan, Mundare |                                           |
| Comté de Lamont                   | Lamont                   | 3,40                                                | AB-831 – Waskatenau, Boyle                   |                                           |
| Comté de Lamont                   |                          | 32,70                                               | AB-855 – Andrew, Mundare                     |                                           |
| Comté de Two Hills No 21          |                          | 50,70                                               | AB-857 – Willingdon, Vegreville              |                                           |
| Comté de Two Hills No 21          | 53,60                    | AB-45 ouest – Bruderheim, Redwater                  | Terminus ouest du multiplex avec l'AB-45     |                                           |
| Comté de Two Hills No 21          | 63,50                    | AB-45 est – Two Hills, Marwayne                     | Terminus est du multiplex avec l'AB-45       |                                           |
| Comté de Two Hills No 21          | 64,80                    | AB-860 nord                                         | Terminus sud de l'AB-860                     |                                           |
| Comté de Two Hills No 21          | 76,20                    | AB-36 sud – Two Hills, Viking                       | Terminus ouest du multiplex avec l'AB-36     |                                           |
| Comté de Two Hills No 21          | Limite Duvernay–Brosseau | 78,00                                               | Traverse la rivière Saskatchewan Nord        | Traverse la rivière Saskatchewan Nord     |
| Comté de Saint-Paul No 19         |                          | 97,70                                               | AB-646 est – Lafond, Elk Point               | Terminus ouest de l'AB-646                |
| Comté de Saint-Paul No 19         | 107,60                   | AB-652 ouest – Saddle Lake                          | Terminus est de l'AB-652                     |                                           |
| Comté de Saint-Paul No 19         | Saint-Brides             | 109,20                                              | AB-36 nord – Vilna, Lac la Biche             | Terminus est du multiplex avec l'AB-36    |
| Ville de Saint-Paul               | Ville de Saint-Paul      | 127,00                                              | AB-881 nord – Saint-Vincent, Mallaig         | Terminus ouest du multiplex avec l'AB-881 |
| Comté de Saint-Paul No 19         |                          | 128,70                                              | AB-881 sud – Myrnam                          | Terminus est du multiplex avec l'AB-881   |
| Comté de Saint-Paul No 19         | 152,70                   | AB-41 – Cold Lake, Bonnyville, Elk Point, Vermilion |                                              |                                           |
| - Terminus de multiplex           |                          |                                                     |                                              |                                           |